# Carige lunulineata
Carige lunulineata là một loài bướm đêm trong họ Geometridae.